# Toyota Camry
De Toyota Camry is een model van de Japanse autofabrikant Toyota dat in te delen is in de hogere middenklasse. De Camry wordt onder andere geproduceerd in Japan, de Verenigde Staten en Australië.
De Camry werd geïntroduceerd in 1982, alhoewel de naam Camry daarvoor al gebruikt werd in de Toyota Celica Camry, de sedanversie van de Toyota Celica. De auto wordt wereldwijd verkocht zij het in sommige landen onder een andere naam. Sinds 1982 zijn er acht generaties van de Camry te herkennen. Sommige generaties worden echter alleen voor de Japanse markt geproduceerd. Deze waren iets kleiner dan de internationale Camry-generaties.
In de Verenigde staten was de Camry enige tijd de bestverkochte auto. In Europa, waar de markt voor grote auto's niet zo groot is verkocht het model minder; vanaf 2004 werd de Camry daarom teruggetrokken van de Europese markt.
De Camry is het meest verkocht als sedanmodel, maar de eerste generatie kende ook een liftbackmodel en sommige latere generaties zijn ook als stationwagon verkocht. Alle generaties van de Camry waren voorwielaangedreven, van vooral de Japanse generaties waren ook vierwielaangedreven versies te koop.
Van de huidige generatie is in de Verenigde Staten ook een hybride-versie te koop. Sinds 2019 maakt de Camry zijn rentree in de Europese markt als vervanger van de Toyota Avensis.

## Zevende generatie (XV50)
De zevende generatie Camry was alleen buiten Europa beschikbaar.

## Achtste generatie (XV70)
De achtste generatie Toyota Camry werd getoond op 9 januari 2017 op de North American International Auto Show. Deze generatie werd in Nederland beschikbaar vanaf april 2019. De standaarduitrusting bevat onder andere achteruitrijcamera, klimaatregeling, multimedia schermen en het Toyota Safety Sense-veiligheidspakket.

### Ontwerp
Deze generatie Camry is gebouwd op het TNGA-K-platform. De Camry werd op 10 juli 2017 in het Megaweb Toyota City Showcase-gebouw, Palette Town, Odaiba, Tokyo gepresenteerd. Masato Katsumata is de hoofdingenieur van deze generatie Camry, en stelde als designfilosofie: "sensuele beweging en intellectuele verfijning". Katsumata noemde de nieuwe Camry een 'prachtig monster'. Teruo 'Terry' Ito presenteerde naast Katsumata zich als 'Camry ambassadeur'.

### Aandrijving
De achtste generatie Toyota Camry wordt in Nederland alleen als Camry Hybrid verkocht met de A25A-FXS 2,5 liter hybride viercilinder lijnmotor. De Camry Hybrid heeft een 245 volt, 1,6 kWh nikkel-metaalhydrideaccu. Dit accupaket is weggewerkt onder de achterbank om de kofferbakinhoud te vergroten. Het gecombineerde vermogen van de Toyota Camry is 160 kW.
De Toyota Camry Hybrid is voorwielaangedreven en heeft een Aisin AW P710 continu variabele transmissie (CVT).
| Motorcode               | Variabele kleptiming           | Slagvolume           | Compressie | Vermogen                      | Koppel                   |
| ----------------------- | ------------------------------ | -------------------- | ---------- | ----------------------------- | ------------------------ |
| A25A-FXS                | VVT-iE, inlaat                 | 2487 cc of 2,5 liter | 14,1:1     | 131 kW of 178 pk bij 5700 tpm | 221 Nm bij 3600–5200 tpm |
| 2GR-FKS (Noord-Amerika) | VVT-iW, inlaat; VVT-i, uitlaat | 3456 cc of 3,5 liter | 11,8:1     | 224 kW of 305 pk bij 6600 tpm | 362 Nm bij 4700 tpm      |

In Noord-Amerika is de achtste generatie Camry ook verkrijgbaar met de 3,5 liter 2GR-FKS zescilinder V-motor. Deze uitvoering is voorwielaangedreven en heeft een Aisin AW UB80 achttraps automaat.
Personenauto's (leverbaar): Aygo · bZ4X · Camry · Corolla · C-HR · Highlander · Land Cruiser · Mirai · Prius · RAV4 · (GR) Supra · Yaris · Yaris Cross

Bedrijfswagens: Hilux · Proace

Niet meer leverbaar: 1000 · 2000GT · 4Runner · Auris · Avensis · Avensis Verso · Carina · Celica · Corolla Verso · Corona · Cressida · Crown · Dyna · FunCruiser · GT86 · Hiace · iQ · LiteAce · MR2 · Paseo · Picnic · Previa · Starlet · Tercel · Urban Cruiser · Verso · Verso-S · Yaris Verso